# アハルゴリ基礎自治体
アハルゴリ基礎自治体（アハルゴリきそじちたい、グルジア語: ახალგორის მუნიციპალიტეტი）は、アハルゴリを首府とするジョージアの基礎自治体。ジョージアから事実上独立した「南オセチア共和国」のレニンゴル地区と重なる。